# Zuhogó
Zuhogó (1903-ig Csecsehó, szlovákul: Čečehov) község Szlovákiában, a Kassai kerület Nagymihályi járásában.

## Fekvése
Nagymihálytól 6 km-re délkeletre, a Kelet-Szlovákiai síkságon, a Laborc folyásától keletre fekszik.

## Története
A falu 1400 körül keletkezett, 1410-ben „Zuchogo” néven említik először. Birtokosai nagymihályi nemesek voltak. 1427-ben az adóösszeírás szerint 12 adózó háztartása létezett. 1599-ben 28 jobbágyház állt a településen. Később a kuruc háborúk és a járványok hatására a lakosság száma csökkent. 1715-ben 4, 1720-ban 5 háztartása adózott.
A 18. század végén, 1796-ban Vályi András így ír róla: „CSECSAHO. Tót falu Ungvár Vármegyében, földes Ura Gróf Sztáray Uraság, fekszik Nagy Zalatskátol, mellynek filiája nem meszsze, ’s határja hozzá hasonlító.”
1828-ban 68 házában 584 lakos élt.
Fényes Elek 1851-ben kiadott geográfiai szótárában így ír a faluról: „Csecsahó, tót-orosz falu, Ungh vármegyében, ut. p. N.-Mihályhoz délre 1 1/2 órányira: 297 r., 238 g. kath., 18 ref., 7 zsidó lak. Róna határán mind földje, mind rétje igen jó. F. u. gr. Sztáray Albertnő.”
1920-ig Ung vármegye Szobránci járásához tartozott.

## Népessége
| Év:            | 1994. | 2004.    | 2014.   | 2024.   |
| -------------- | ----- | -------- | ------- | ------- |
| Emberek száma: | 273   | 341      | 372     | 388     |
| Eltérés:       |       | +24,90 % | +9,09 % | +4,30 % |

| Év:            | 2023. | 2024. |
| -------------- | ----- | ----- |
| Emberek száma: | 388   | 388   |
| Eltérés:       |       | +0 %  |

1910-ben 629, túlnyomórészt szlovák anyanyelvű lakosa volt.
2001-ben 338 lakosából 334 szlovák volt.
2011-ben 365 lakosából 332 szlovák volt.

## Nevezetességei
Szűz Mária tiszteletére szentelt, római katolikus temploma és Krisztus szobra.